# アステロディアー
アステロディアー（古希: Ἀστεροδία, Asterodiā）は、ギリシア神話の女性である。長音を省略してアステロディアとも表記される。主に、
- エンデュミオーンの妻
- デーイオーンの娘
- コーカサスのニュンペー
- エウリュピュロスの娘

が知られている。以下に説明する。

## エンデュミオーンの妻
このアステロディアーは、一説によるとエーリス地方の王エンデュミオーンの妻で、パイオーン、エペイオス、アイトーロス、エウリュキュダーの母。しかしエンデュミオーンの妻は水のニュンペーあるいはイーピアナッサとも、月の女神セレーネー、アムピクテュオーンの子イトーノスの娘クロミアー、あるいはアルカスの娘ヒュペリッペーともいわれる。

## デーイオーンの娘
このアステロディアーは、ポーキス地方の王デーイオーンとディオメーデーの娘で、アイネトス、アクトール、ピュラコス、ケパロス、ニーソスと兄弟。アイギーナ王アイアコスの息子ポーコスと結婚し、双生児クリーソスとパノペウスを生んだ。2人の息子は仲が悪く、母親の胎内にいるうちから争っていたという。

## コーカサスのニュムペー
このアステロディアーは、コーカサスのニュムペーである。コルキスの王アイエーテースとの間にアプシュルトスを生んだ。ロドスのアポローニオスによると、彼女がアプシュルトスを生んだのは、アイエーテースが正妃であるオーケアニスの1人エイデュイアと結婚する以前のことであった。

## エウリュピュロスの娘
このアステロディアーは、一説によるとエウリュピュロスの娘で、イーカリオスと結婚し、ペーネロペーの母となった。